# Мыларщиков, Григорий Геннадьевич
Григорий Геннадьевич Мыларщиков (род. 22 мая 1970, Челябинск-65, РСФСР, СССР) — полковник ФСБ РФ, бывший военнослужащий спецподразделения «Альфа» (группа «А») Центра специального назначения ФСБ РФ и 1-го отряда спецназа внутренних войск «Витязь».

## Воинская служба
Родился 22 мая 1970 года в закрытом городе Челябинске-40 (ныне — город Озёрск Челябинской области). Отец в своё время безуспешно пытался стать военным, вследствие чего прививал Григорию с детства интерес к военному делу; сам Григорий занимался дзюдо и борьбой. В суворовское училище Григорий не поступил (получил «двойку» на экзамене по русскому языку). Окончил ПТУ г. Озёрска Челябинской области (ныне Озёрский технический колледж), во время учёбы познакомился с преподавателем-фронтовиком, вдохновившим его на службу в подразделениях специального назначения внутренних войск МВД СССР. Прошёл срочную службу осенью 1987 года в отдельной дивизии оперативного назначения имени Дзержинского в роте капитана Олега Луценко, будущего сотрудника «Альфы».
1 июля 1988 года стал одним из первых военнослужащих ВВ МВД СССР (десятый по счёту), приступившим к службе по контракту: контракт заключил на три года, имея звание старшины. Для прохождения отбора Мыларщикову пришлось продемонстрировать лучшие умения в ряде дисциплин, а также сдать экзамен на право ношения крапового берета. Имел звание прапорщика на момент распада СССР. После распада СССР продолжил службу во внутренних войсках в составе 1-го отряда специального назначения внутренних войск МВД «Витязь». Был направлен в командировку в Кабардино-Балкарию: осенью 1992 года руководил группой из 7 человек в ходе операции по захвату главаря преступной группировки и четверых его сообщников в горной местности. Позже сдал экстерном экзамен в Санкт-Петербургское военное училище, однако затем был направлен в Чечню.
Весной 1995 года Мыларщиков участвовал в бою на Лысой горе в районе села Бамут, был контужен; в бою погиб его друг Сергей Съедин, пулемётчик. В 1997 году прошёл отбор в группу «Альфа», через полтора года отправился в очередную командировку в Чечню. Участник операций по освобождению заложников в театральном центре на Дубровке и в школе № 1 города Беслан. За время службы в «Альфе» окончил Академию ФСБ (специалитет). 15 января 2005 года участвовал в штурме дома в Махачкале, в котором скрывались члены террористической группировки «Дженнет» во главе с Расулом Макашариповым. В ходе операции были ликвидированы пятеро боевиков, но сам Макашарипов избежал гибели, а сам Мыларщиков получил тяжёлое ранение (третье по счёту). В связи с этим ранением он вышел в отставку в звании полковника.

## После отставки
С 2009 года работает в аппарате Совета Федерации РФ. Работал долгое время в отделе по защите государственной тайны и режима при Управлении кадров и государственной службы: с апреля по декабрь 2009 года — заместитель начальника отдела; в 2009—2019 годах — начальник отдела. С ноября 2019 года — глава секретариата руководителя Аппарата Совета Федерации. С января 2022 года - начальник Управления организационного обеспечения Аппарата Совета Федерации РФ.
Мыларщиков был изображён в полном боевом снаряжении на плакате «Попробуй спецназ на вкус. Тебе понравится», приглашавшем добровольцев для службы в Центре специального назначения ФСБ.

## Награды
Отмечен следующими наградами:
- три ордена Мужества[9][11]
- две медали «За отвагу»[9] (первую медаль получил за поимку особо опасного преступника в Нальчике)[2]
- медаль ордена «За заслуги перед Отечеством» I и II степеней[9]
- медаль Суворова[9]
- медаль Жукова[9]
- медаль Расула Гамзатова (14 декабря 2023 года, Дагестан) — за вклад в сохранение культурного и исторического наследия, развитие и укрепление культурных связей[12]